# Sora (Boyacá)

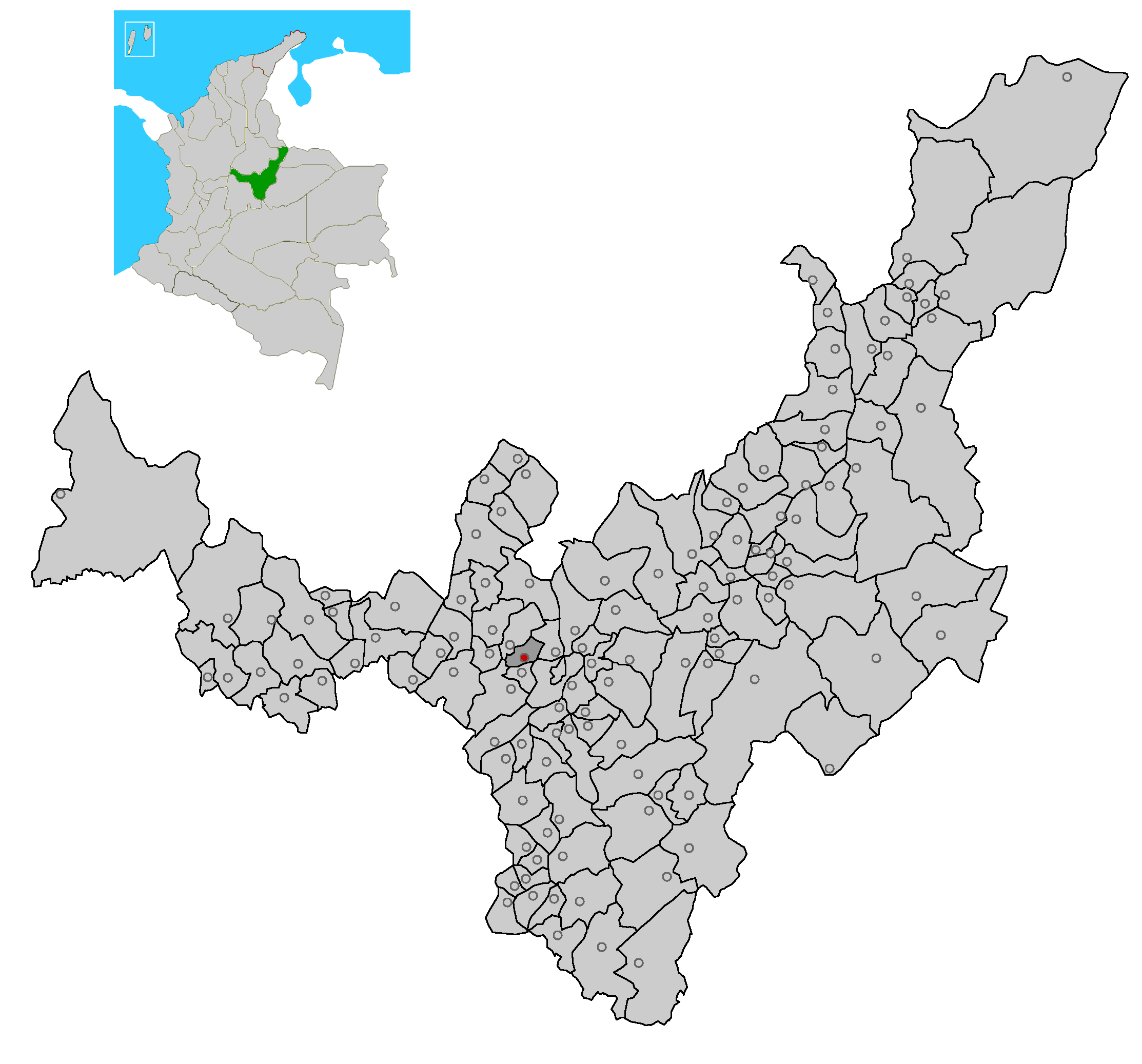
Localização de Sora no departamento de Boyacá.

Sora é um município no departamento de Boyacá, na Colômbia.